# ابق قريبا
ابق قريبا (بالإنجليزية: Stay Close) هو مسلسل قصير جريمة دراما من بطولة جيمس نسبيت،ريتشارد أرميتاج وإدي آيزارد.تم عرضه على نتفليكس في 31 ديسمبر 2021 وهو مساسل من 8 حلقات. تدور احدثه عن ثلاثة أشخاص يعيشون حياة مريحة ويخفي كل منهم أسرارًا مظلمة لن يشك بها حتى الأقرب منهم ؛ ميغان ، أم عاملة لثلاثة أطفال ؛ راي ، المصور الوثائقي الواعد في يوم من الأيام ، عالق الآن في وظيفة مسدودة تقضي على الأطفال الأثرياء المهووسين بالمشاهير ، وبروم ، المحقق الذي لا يستطيع التخلي عن قضية باردة لشخص مفقود. لورين ، صديقة قديمة من ماضي ميغان ، تقدم بعض الأخبار الصادمة التي ستؤثر على الشخصيات الثلاث. مع عودة الماضي ليطاردهم ، ويهددهم بتدمير حياتهم وحياة من حولهم.

## روابط خارجية
ابق قريبا على موقع IMDb (الإنجليزية)
- ابق قريبا على موقع ميتاكريتيك (الإنجليزية)
- ابق قريبا على موقع روتن توميتوز (الإنجليزية)
- ابق قريبا على موقع نتفليكس (الإنجليزية)
- ابق قريبا على موقع كينوبويسك (الروسية)
- ابق قريبا على موقع ألو سيني (الفرنسية)
- ابق قريبا على موقع قاعدة بيانات الفيلم (الإنجليزية)